# Ipotassi
L’ipotassi (dal greco antico: ὐπό?, hypò, "sotto" e τάξις, táxis, "disposizione") è la strutturazione sintattica per cui il periodo è caratterizzato da diversi livelli di subordinazione. Si contrappone alla paratassi.
Esempio di ipotassi dal "Canto notturno di un pastore errante dell'Asia", di Giacomo Leopardi:

 - Dimmi: perché giacendo

a bell'agio, ozioso,

s'appaga ogni animale;
"Dimmi" è la proposizione principale, "perché... s'appaga..." è una subordinata di primo livello, "giacendo" è una subordinata della precedente, quindi di secondo livello.